# Four More Shots Please!
Four More Shots Please! é uma série de televisão indiana da Prime Video dirigida por Anu Menon e Nupur Asthana. A série é estrelada por Sayani Gupta, Bani J, Kirti Kulhari e Maanvi Gagroo. A primeira temporada foi uma das três séries originais da Amazon mais assistidas da Índia em 2019, e a segunda temporada foi considerado o "programa indiano mais assistido na plataforma" em maio de 2020. Logo após o lançamento da segunda temporada, a Amazon anunciou que a terceira temporada estava em andamento.

## Elenco

### Principal
- Sayani Gupta como Damini Rizvi Roy "Dee"
- Bani J como Umang Singh "Mangs"
- Kirti Kulhari como Anjana Menon "Anj"
- Maanvi Gagroo como Sidhi Patel "Sids"

### Recorrente
- Lisa Ray como Samara Kapoor
- Milind Soman como Dr. Aamir Warsi
- Jiya Lakhiani como Arya Menon
- Neil Bhoopalam como Varun Khanna
- Prateik Babbar ascomo Jeh Wadia
- Ankur Rathee como Arjun Nair
- Paras Tomar como Mohit Mehta
- Simone Singh como Sneha Patel
- Amrita Puri como Kavya Arora
- Sapna Pabbi como Akanksha Moitra
- Rajeev Siddhartha como Mihir Shah "Mihu Pihu"
- Sameer Kochhar como Shashank Bose
- Prabal Panjabi como Amit Mishra
- Shibani Dandekar como Sushmita Sengupta
- Padma Damodaran como Aparna Sahukar
- Monica Dogra como Devyani Rana
- Anuradha Chandan como Amina Rizvi Roy
- Madhu Anand Chandhock como Mrs. Singh
- Mohit Chauhan como Mahesh Roy
- Nimisha Mehta como Myra
- Gaurav Sharma como Vinil Verma

## Prêmios e indicações
Emmy Internacional 2020
1. Melhor Série de Comédia (indicado)